# Helmuth Mylius
Helmuth Mylius (auch Helmut Mylius; * 10. November 1891 in Friedenau bei Berlin; † 24. Oktober 1973 in Stuttgart) war ein deutscher Industrieller, Führer der Partei Radikaler Mittelstand und von 1931 bis 1933 Herausgeber der Frankfurter Wochenzeitschrift Die Parole des radikalen Mittelstandes.

## Leben
Helmuth Mylius gab von Juli 1931 bis März 1933 die Zeitschrift Die Parole des radikalen Mittelstandes heraus. 1932 kandidierte er für die Partei Radikaler Mittelstand zur Reichstagswahl am 6. November 1932 im Wahlkreis Leipzig.
Mylius bereitete zusammen mit einer Gruppe von Personen mit rechter oder rechtsradikaler Gesinnung 1934 in Berlin einen Putsch gegen Adolf Hitler vor. Die Mitverschwörer waren unter anderem Mitglieder der Organisationen Jungdeutscher Orden, Schwarze Front und Stahlhelm. Mit Hermann Ehrhardt organisierte Mylius das Einschleusen ehemaliger Mitglieder der Brigade Ehrhardt in die SS und das Sammeln von Informationen über Hitlers Gewohnheiten sowie die Abläufe in der Reichskanzlei. Insgesamt beteiligten sich rund 160 bewaffnete Personen an den Vorbereitungen.
Belege für diese Aktivitäten entstammen unter anderem aus der eidesstattlichen Erklärung von Oskar von Armin, einem langjährigen Freund von Mylius, der in Mylius’ Entnazifizierungsakte wie folgt zitiert wird: „Herr. Dr. Mylius hat schon vor 1933 und besonders nach der Ursurpartion Hitlers aktiv an Versuchen mitgewirkt, dieses System zu stürzen“.
Mylius selbst berichtet allerdings sowohl in der Entnazifizierungs-, als auch in der Rentenakte nur von Flugblattaktionen gegen das NS-Regime.
Zum Putsch kam es nicht, unter anderem weil Mylius die Zuverlässigkeit der eigenen eingeschleusten Leute anzweifelte und weil die Gestapo im Gegenzug die Gruppe infiltrierte. 1935 wurde Mylius der Verschwörung zum Mord an Adolf Hitler beschuldigt. Aufgrund des Einflusses seines Freundes General Erich von Manstein gelang es ihm, nicht verhaftet zu werden.
Mylius ging bei Kriegsbeginn zur Armee und diente als zweiter Quartiermeister bei General Busch im Rang eines Majors der Reserve.